# Cobunus filicornis
Cobunus filicornis är en stekelart som beskrevs av Tohru Uchida 1932. Cobunus filicornis ingår i släktet Cobunus och familjen brokparasitsteklar. Inga underarter finns listade i Catalogue of Life.